# Vieux-Fort (Guadeloupe)
Vieux-Fort is een gemeente in het Franse overzeese departement Guadeloupe op het eiland Basse-Terre, en telt 1.842 inwoners (2019). De oppervlakte bedraagt 7 km². Het bevindt zich ongeveer 6 km ten zuiden van de hoofdstad Basse-Terre.

## Geschiedenis
Bij Vieux-Fort bevond zich oorspronkelijk een inheems dorp, maar ze werden door Fransen verjaagd. In 1636 werd Fort Royal gebouwd, maar rond 1650 vervangen door Fort de Basse-Terre dat iets verderop werd gebouwd. In 1730 werd het een zelfstandige gemeente. In 1955 werd de vuurtoren gebouwd bij het fort.

## Galerij

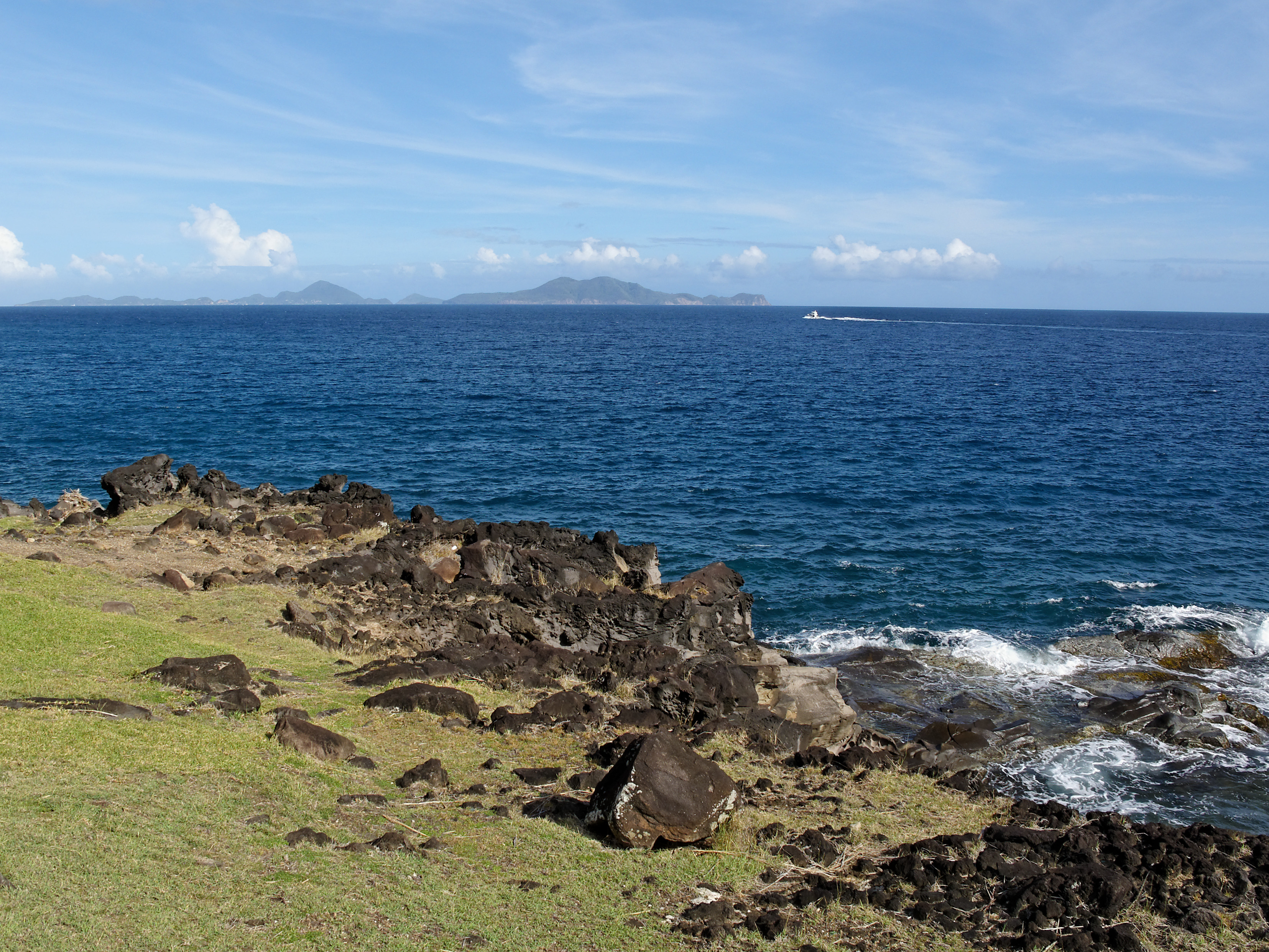
Zicht op Îles des Saintes
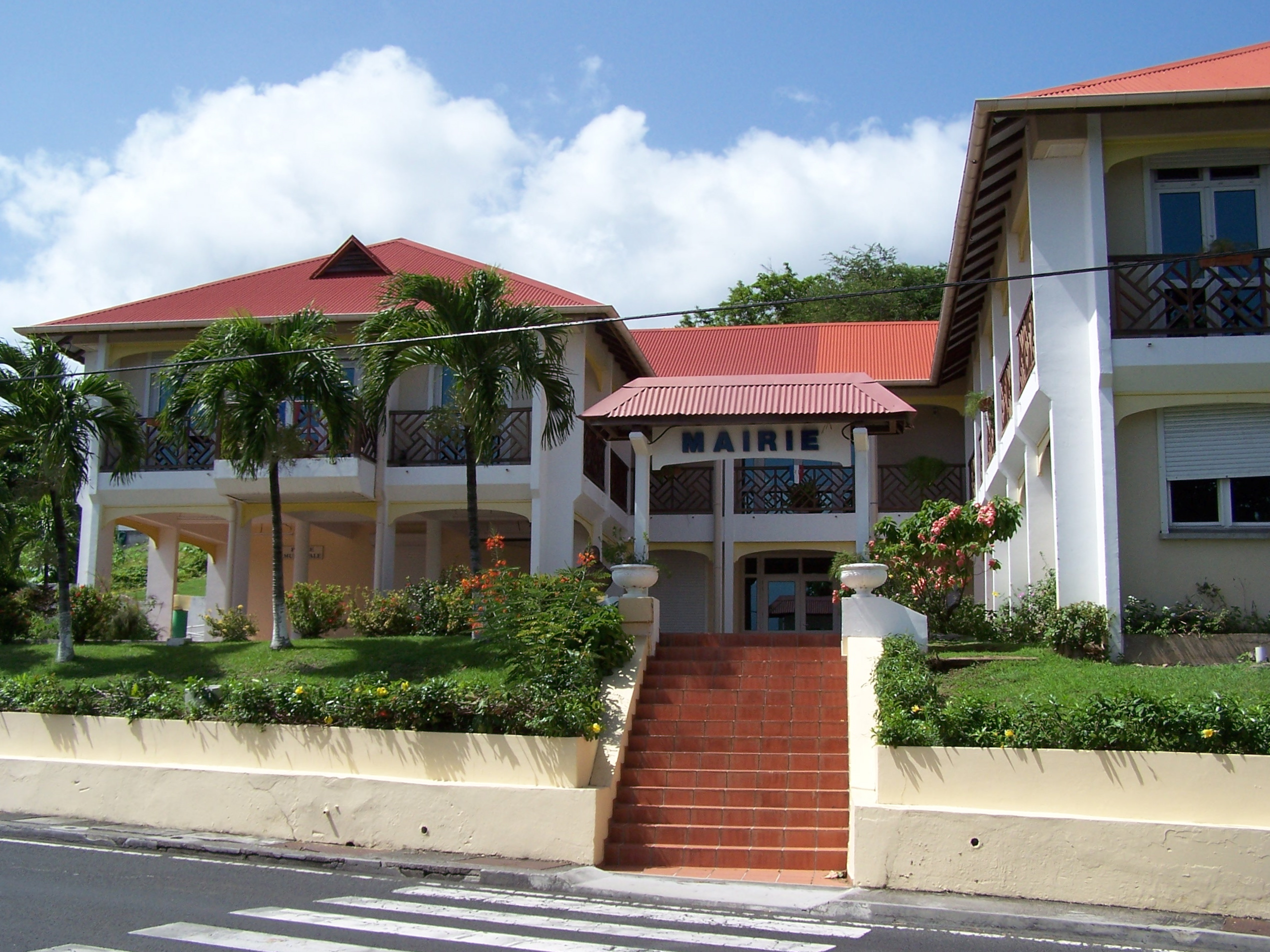
Gemeentehuis
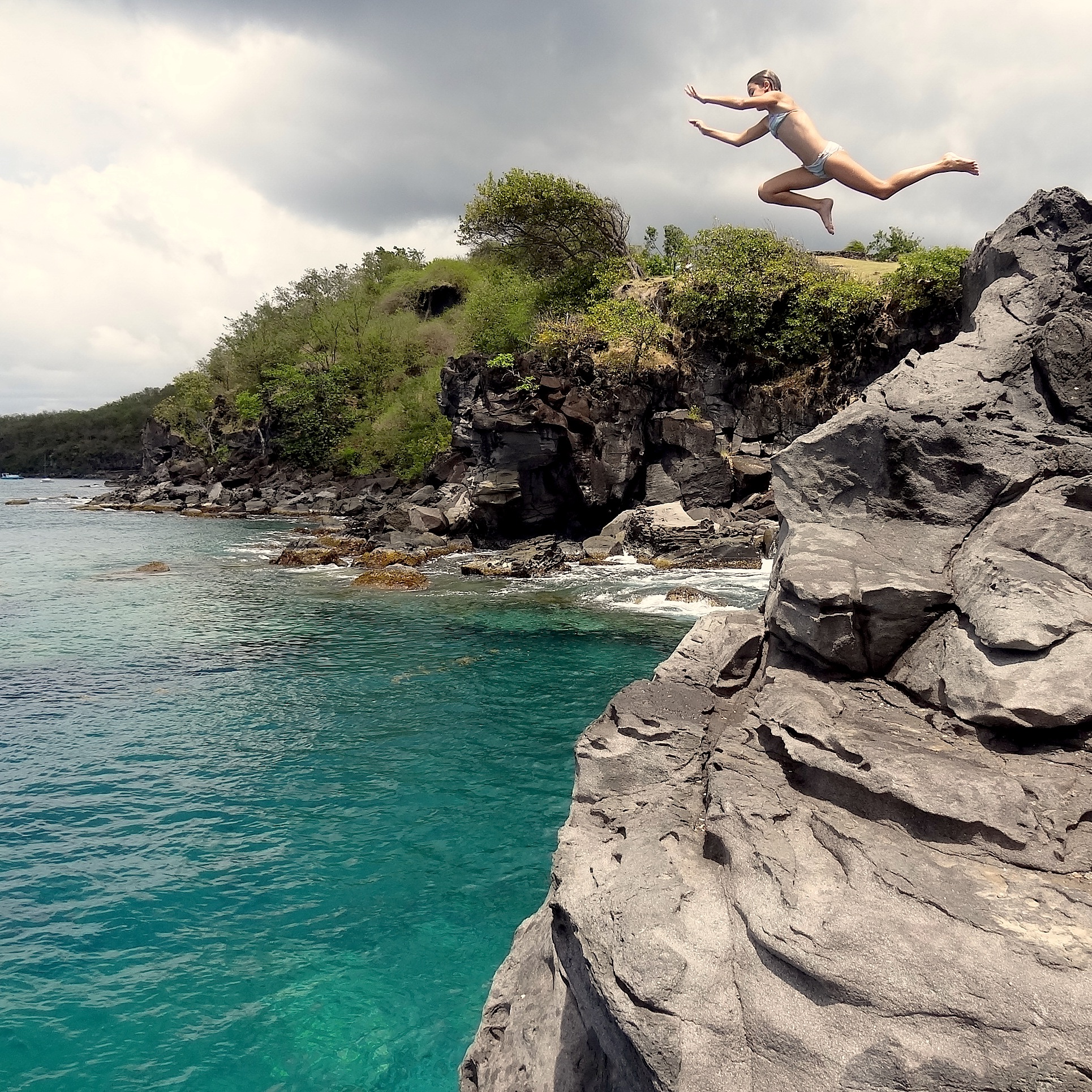
Klippen aan de kust
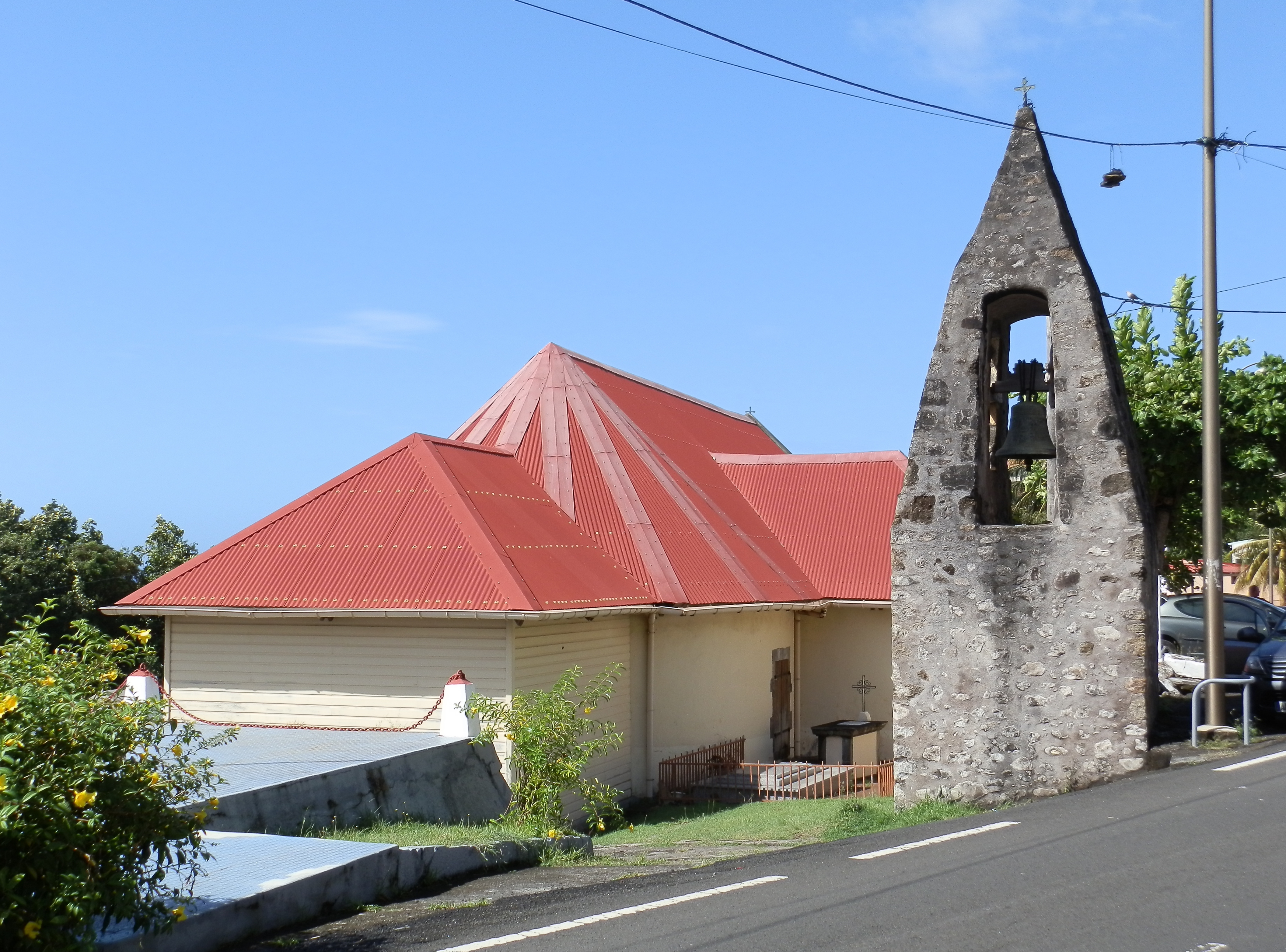
Kerk en klokkentoren

- Virtual International Authority File: 132322649

Les Abymes · Anse-Bertrand · Baie-Mahault · Baillif · Basse-Terre · Bouillante · Capesterre-Belle-Eau · Capesterre-de-Marie-Galante · Deshaies · La Désirade · Le Gosier · Gourbeyre · Goyave · Grand-Bourg · Lamentin · Morne-à-l'Eau · Le Moule · Petit-Bourg · Petit-Canal · Pointe-à-Pitre · Pointe-Noire · Port-Louis · Saint-Claude · Sainte-Anne · Sainte-Rose · Saint-François · Saint-Louis · Terre-de-Bas · Terre-de-Haut · Trois-Rivières · Vieux-Fort · Vieux-Habitants